# Kikla
Kikla (em árabe: ككلة; romaniz.: Kikla) é uma localidade do distrito de Jabal Algarbi, na Líbia.

## Guerra Civil Líbia
Em 2011, a televisão libanesa citou fonte militar que dizia que militares e civis em Trípoli, Azizia e Kikla foram alvo de ataques.  Em abril, segundo documentos enviados ao Tribunal Penal Internacional, cerca de 121 jovens, entre 15 e 17 anos recrutados pelas tropas lealistas e oriundos de Sábrata, Kikla, Tuarga e Murzuque, foram capturados por insurgentes. Em 15 de junho, segundo televisão oficial do regime, a invasão da OTAN em ônibus teria matado 12 pessoas na quarta-feira em Kikla. Em 4 de julho, insurgentes alegaram que libertaram Jefrém e Kikla, que estavam sob cerco lealista. Em setembro, surgiu, após a passagem de tropas lealistas por Nalute, Jadu, Jefrém e Kikla, de movimentos de cunho identitário berbere.
Em maio de 2012, milicianos de Kikla atacaram escritório do primeiro-ministro interino Abdurraim Alcaíbe exigindo pagamento com disparos ao ar. Em 11 de agosto de 2014, iniciaram intensos combates em Kikla e arredores quando brigadas de Zintane lançaram ofensiva para assumir controle de vários locais e estradas nas montanhas Nafuça sob controle de islamitas, deixando ao menos 23 mortos. A intensificação dos combates em Nafuça despertou temores de uma possível guerra tribal e étnica maior. Em 1 de novembro, as brigadas atacaram Kikla matando 18 pessoas e ferindo outras 84, e até dia 5 havia 142 mortos e 518 feridos. Em 12 de novembro, 2 milicianos foram mortos.
Em 2015, conflitos daquele ano levaram a fuga muitas pessoas de Uaxarfana, Zintane, Kikla e Bengasi. Segundo relatórios internacionais, cerca de 181 pessoas de Kikla foram vítimas de membros do Estado Islâmico e como os conflitos na região eram constantes, isso impedia que a população recebesse assistência, inclusive médica. Em 2016, os anciãos de Zintane e Kikla analisaram um acordo de paz a ser assinado. Em agosto, houve tiroteios em Trípoli no bairro habitado por refugiados de Kikla.
Em outubro, militares de Gariã, Jefrém, Jadu, Kikla, Rujbane e Axguiga participaram num encontro em Gariã no qual se decidiu a união das forças locais sob comando conjunto dos generais brigadeiros Alrama Suaisi e Maomé Xataíba. Em 2017, o Programa das Nações Unidas para o Desenvolvimento em parceria ao Governo do Acordo Nacional e parceiros internacionais fez progresso à revitalização do país ao melhorar a infraestrutura e reabilitando hospitais e escolas em Bengasi, Kikla e Ubari. Em junho, com a divisão da Universidade da Montanha Ocidental em duas e a subsequente criação das Universidades de Gariã e Zintane, a Faculdade de Educação sediada em Kikla ficou sob jurisdição de Gariã.